# Hysteric Barbie
「Hysteric Barbie」（ヒステリック・バービー）は、平野綾の楽曲。平野が作詞、佐々倉有吾が作曲を手掛けた。平野の10枚目のシングルとして2010年6月23日にLantisから発売された。

## 概要
前作「Super Driver」から11ヶ月ぶりのリリースとなるランティスでの最後のシングル。2nd LIVE TOUR 2009 スピード☆スターツアーズ LIVE DVDとの同時発売。本来は4月14日に発売予定だったが、本人の体調不良のため延期された。初回盤には「Hysteric Barbie」のMusic Clipを収録したDVDが同梱されている。また、8thシングル「Set me free/Sing a Song!」以来2作ぶりとなる全曲作詞にも挑戦している。

## 収録曲
（全作詞：平野綾）
1. Hysteric Barbie [3:58]
作曲：佐々倉有吾、編曲：増田武史
2. キセキノイロ [3:54]
作曲：佐々木裕、編曲：黒須克彦
3. ダリア [4:31]
作曲・編曲：山田高弘

### DVD（初回限定盤のみ）
1. Hysteric Barbie （Music Clip）

## 収録作品
| 曲名            | 収録作品名                               | 作品種類       | 発売日        | 備考              |
| --------------- | ---------------------------------------- | -------------- | ------------- | ----------------- |
| Hysteric Barbie | AYA HIRANO Special LIVE 2010 〜Kiss me〜 | ライブ・ビデオ | 2011年5月2日  | 3rdライブ・ビデオ |
| キセキノイロ    | AYA HIRANO Special LIVE 2010 〜Kiss me〜 | ライブ・ビデオ | 2011年5月2日  | 3rdライブ・ビデオ |
| ダリア          | AYA MUSEUM                               | ベストアルバム | 2011年5月25日 | 1stベストアルバム |
| ダリア          | AYA HIRANO Special LIVE 2010 〜Kiss me〜 | ライブ・ビデオ | 2011年5月2日  | 3rdライブ・ビデオ |